# Premis Pulitzer de 1934
Els següents són els Premis Pulitzer del 1934.

## Premis de periodisme
- Servei públic:
  - Medford Mail Tribune (Oregon) per la seva campanya contra polítics sense escrúpols al comtat de Jackson, Oregon.[1]
- Informació:
  - Royce Brier de la San Francisco Chronicle pel seu relat del linxament dels segrestadors, John M. Holmes i Thomas H. Thurmond a San Jose, Califòrnia, el 26 de novembre de 1933, després d'haver estat empresonats per segrestar a Brooke Hart, el fill d'un comerciant.[2]
  - Mencions honorífiques:[3]
    - Eben A. Ayers, Andrew J. Clarke i Edward J. Kelley de l'Associated Press per "la seva vigilància i precisió a l'hora de cobrir el segrest de Margaret McMath a Harwichport, Massachusetts".
    - Edward J. Donohoe, del Times Leader (Wilkes-Barre, Pennsilvània), per "la seva tasca i convincent tasca en exposar la corrupció en el càrrec per part dels membres dels consells escolars públics del comtat de Luzerne".[4]
    - H. Ellwood Douglass del St. Louis Post-Dispatch per "els seus relats sobre l'epidèmia d'encefalitis a St. Louis".
    - Meigs O. Frost del New Orleans Times-Picayune per "la seva denúncia del cas de Pearl Ledet, acusat de causar la mort en un cas d'accident d'automòbil".[5]
    - Charles J. Truitt del Philadelphia Evening Bulletin per "cobrir el districte d'Ocean City i Salisbury, Maryland, després que la tempesta més severa de la història de la costa est hagués interromput totes les comunicacions".
    - Frederick Woltman, del New York World-Telegram, per "escriure clar, exacte i comprensiu en informar de l'estat de diversos bancs tancats a les zones suburbanes de Nova York després del dia festiu nacional".
- Correspondència:
  - Frederick T. Birchall, del New York Times, per la seva corresponsalía d’Europa.
  - Mencions honorífiques:[3]
    - Harry Carr del Los Angeles Times per la seva sèrie d'informes des d'Austràlia, el Japó, la Xina, Filipines i Europa.[6]
    - John E. Elliott del New York Herald-Tribune per la seva corresponsalia d'Alemanya.
- Redacció editorial:
  - EP Chase de l'Atlantic News-Telegraph (Iowa) per a un editorial titulat "Where Is Our Money?" (On són els nostres diners?)
  - Mencions honorífiques:[3]
    - James E. Lawrence de The Lincoln Star per "Iowa's Disgrace".[7]
    - William R. Mathews de The Arizona Daily Star per "Some Aspects in the Administration's Program" (Alguns aspectes del programa de l'administració).[8]
    - New York American (escriptor desconegut) per "Freedom of the Press" (Llibertat de premsa).
    - Geoffrey Parsons del New York Herald-Tribune per "Strategic Guains".
    - EH Shaffer de l'Albuquerque Tribune per "The Governor Sends Troops to Gallup" (El governador envia tropes a Gallup).
    - Douglas W. Swiggett del Milwaukee Journal per a "Newspapers and the Code".
    - Casper S. Yost del St. Louis Globe-Democrat de St. Louis per "The Freedom of the Press" (La llibertat de premsa).[9]
    - Osborn Zuber de The Birmingham News per "Why We Still Have Lynchings in the South" (Per què encara tenim Lynchings al sud).[10]

- Caricatura Editorial:

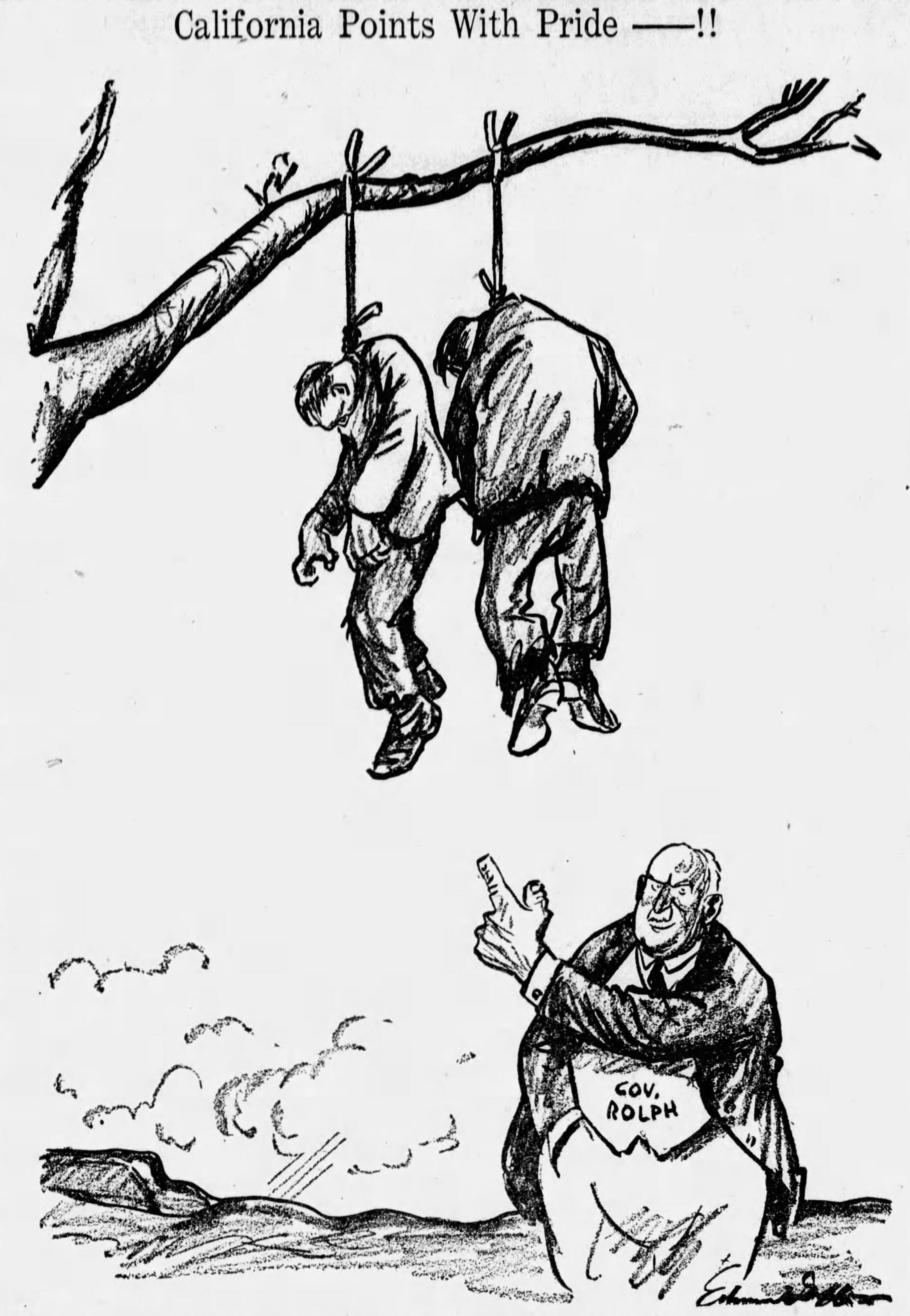
"California Points With Pride!", El dibuix premiat en Caricatura Editorial.

  - Edmund Duffy, de The Baltimore Sun, per "California Points with Pride!"

- Novel·la:
  - Lamb in His Bosom de Caroline Miller (Harper)
- Teatre:
  - Homes de blanc per Sidney Kingsley (Covici Friede)
- Història:
  - The People's Choice de Herbert Agar (Houghton)
- Biografia o autobiografia:
  - John Hay de Tyler Dennett (Dodd)
- Poesia:
  - Collected Verse per Robert Hillyer (Alfred A. Knopf)